# مهاجران (مقاطعة بهار)
مهاجران (بالفارسية: مهاجران) هي مدينة و قرية تقع في إيران في Lalejin District. يقدر عدد سكانها بـ 7,756 نسمة .